# Canh chua

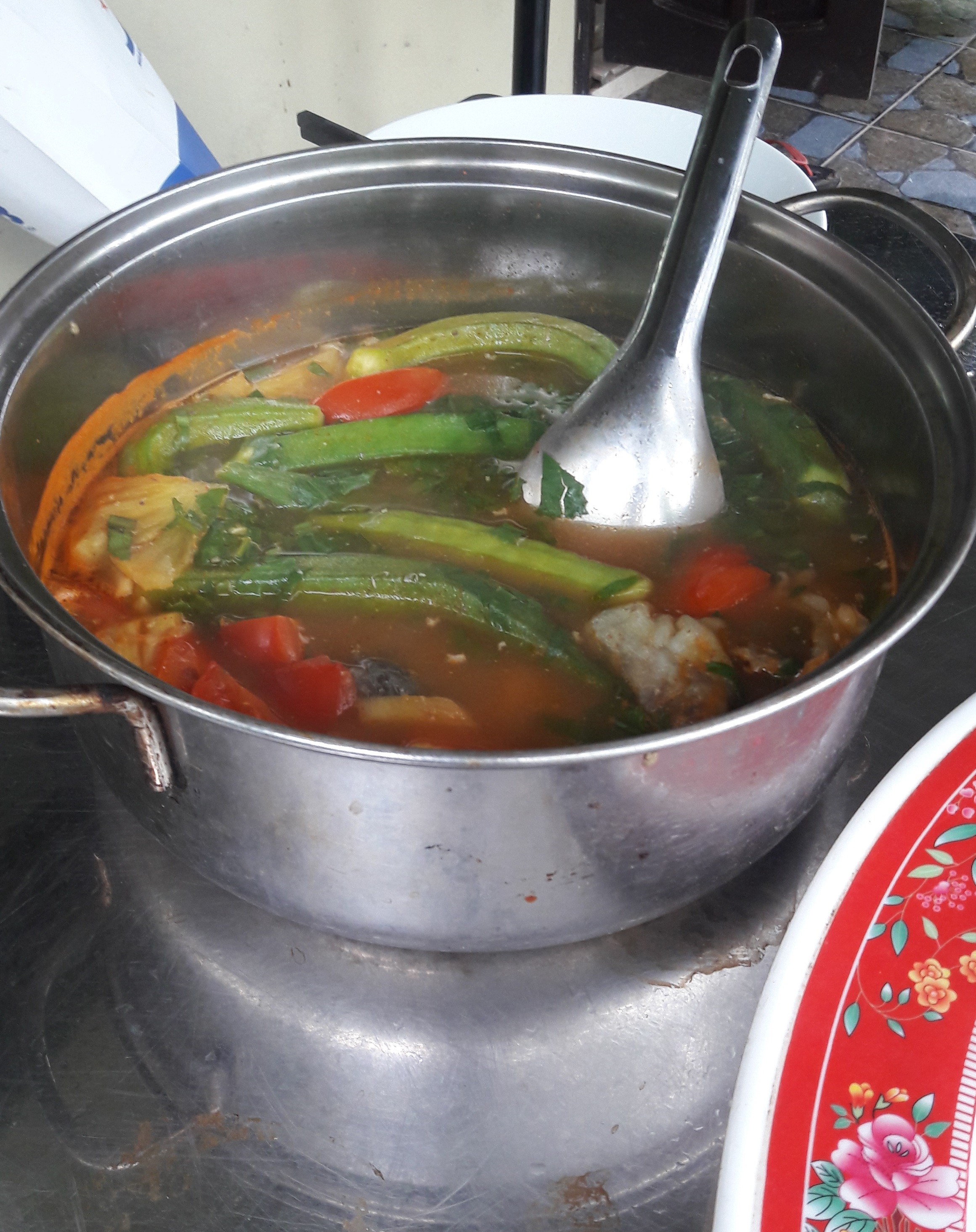
Canh chua

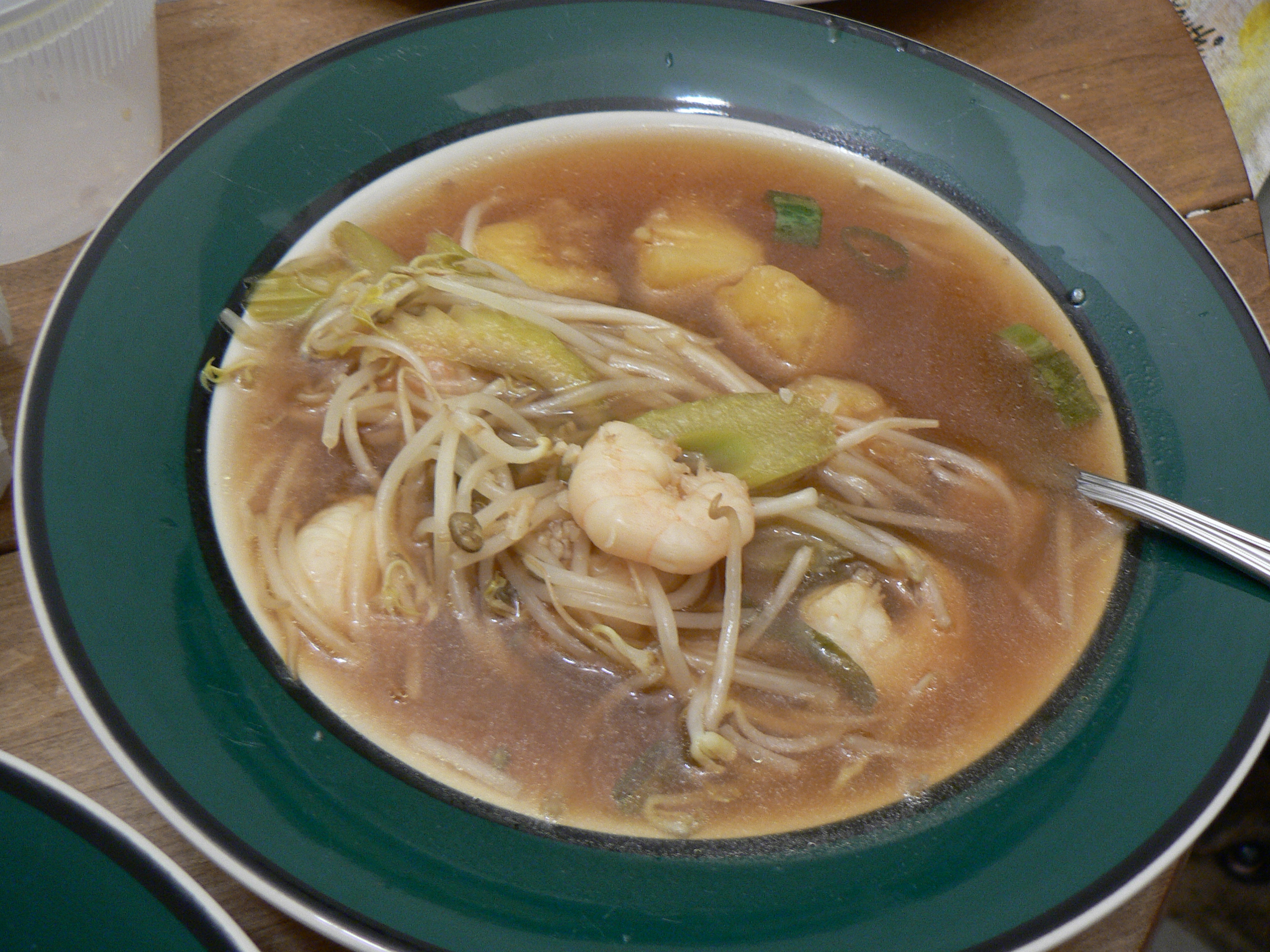
Một tô canh chua miền tây

Canh chua là tên gọi của những món ăn nhiều nước và có vị chua do được nấu bằng các nguyên liệu phối trộn với gia vị tạo chua. Là một món canh Việt Nam có nguồn gốc từ vùng đồng bằng sông Cửu Long ở Nam Bộ Việt Nam (miền Trung Việt Nam cũng có món canh chua riêng). Món này thường được làm từ cá từ đồng bằng sông Cửu Long, dứa, cà chua, giá đỗ và nước cốt me. Món này được trang trí làm tăng thêm hương vị đặc trưng bằng rau ngò gai, tỏi phi và hành lá thái nhỏ, cũng như các loại rau thơm khác, tùy theo loại canh chua cụ thể; các loại rau thơm khác này có thể bao gồm rau răm, ngò ôm và rau húng quế. Món này có thể được dùng riêng, với cơm trắng, bún hay thậm chí là mì gói. Các biến thể có thể bao gồm tôm, mực, sườn non, chả cá và trứng cút.
Vị chua của cốt me, cà chua và dứa được trộn với một lượng nhỏ nước nóng; sau đó khuấy hỗn hợp trong vài phút để giải phóng hết tinh chất, và phần chất lỏng (trừ hạt me và các chất rắn khác, được loại bỏ) sau đó được thêm vào canh.
Theo định nghĩa của Từ điển tiếng Việt thì riêu là món ăn lỏng nấu bằng cua hoặc cá với chất chua và gia vị. Do đó nguyên liệu chính để nấu canh chua là loại rau củ quả, các loại thịt hay thủy sản (cá, tôm, cua, ốc, hến, trai, sò) khác nhau, trong đó thường dùng một gia vị chua để tạo vị chua thơm ngon cho nước canh. Rất phổ biến các món canh chua sử dụng nguyên liệu chính là một loại thủy sản, hải sản, do chất tạo chua có tác dụng khử mùi vị tanh của nguyên liệu này. Cũng không hiếm khi canh chua chỉ là một tô nước luộc rau cho thêm chút nước cốt chanh, chút lá me hoặc lá giang hay vài quả sấu xanh.

## Nguyên liệu

### Gia vị
Các nguyên liệu làm canh có vị chua, hay có thể coi đó là một dạng gia vị, rất đa dạng, bao gồm các loại rau quả có chất chua hoặc các thực phẩm lên men khác:

### Từ thực vật
- Dưa muối chua các loại: dưa cải muối, muối chua, bông súng muối chua, dưa dọc mùng, nhút, măng chua v.v.
- Các loại rau củ: ớt, đậu bắp, bạc hà, đậu rồng, dọc mùng, rau muống, giá đỗ, bông súng,  bông điên điển, rau răm, ngò gai, ngò om, rau húng quế, ...
- Các loại quả: quả me, quả chanh, quả tai chua, sấu, me, dọc, chanh, cà chua, dứa xanh (thơm), muỗm xanh, quéo, thanh trà, quả nhót xanh, khế chua, chay v.v.
- Các loại lá: lá me, lá sấu, lá giang.

### Thực phẩm lên men
Một số nguyên liệu lên men vi sinh cũng thường xuyên được sử dụng để tạo vị chua cho canh: mẻ, bỗng rượu và đặc biệt là dấm thanh.

### Các loại đồ ăn kèm
Ngoài thành phần chính của mỗi món canh chua, đôi khi còn có nhiều món ăn kèm được nấu cùng. Ví dụ như: chả cá, xíu mại, thịt bằm, riêu, bò viên, cá viên, thịt nạc thái mỏng, thanh cua, trứng cút,...

### Gia vị khác
Đôi khi, acid citric được dùng như chất tạo chua thay thế nước cốt chanh.

## Đặc điểm
Một đặc điểm rất quan trọng đã được dân gian đúc kết bao đời là để nấu ngon các món canh chua, tùy theo nguyên liệu chính là gì, sẽ được sử dụng chất tạo chua và liều lượng chua khác nhau. Các loại canh cá nấu chua không bao giờ dùng quả sấu hay chanh mà bắt buộc phải dùng bỗng rượu, dọc, trái thơm(khóm) v.v. Nước rau muống luộc để nguội vắt nước cốt chanh, hoặc cho quả sấu hay vài lát tai chua khi nước còn nóng. Canh riêu cua nấu dấm bỗng hoặc quả dọc nướng chín bóc vỏ. Canh riêu hến, trai, trùng trục phải nấu với me. Sự phối trộn gia vị tạo chua và nguyên liệu chính có thể linh động, thường dựa trên kinh nghiệm ẩm thực của người nội trợ.
Thêm vào đó, các loại rau gia vị (như hành, thì là, lá gấc, rau răm v.v.) được gia vào món canh chua phải tùy theo loại, như canh riêu cua không thể thiếu hành, canh cá nấu chua phải dùng thì là, canh hến dùng rau răm v.v. Các loại rau gia vị không được gia vào nồi canh trong lúc nấu, thậm chí không nên để dưới đáy tô múc canh lên vì dưới tác dụng của vị chua rau sẽ vàng, trông mất ngon. Thường thường người ta hay múc canh ra tô và rắc rau gia vị lên trên.

## Một số món thông dụng
- Canh chua me - làm bằng me
  - Canh chua me đất hoặc canh chua rau nhút - làm bằng nước rau nhút (Neptunia oleracea)
- Canh chua cá - với thành phần chính là cá
  - Canh chua đầu cá
  - Canh chua cá lóc
  - Canh chua cá bông lau
  - Canh chua cá lăng
  - Canh chua cá ngát
  - Canh chua cá trê
  - Canh chua cá linh bông so đũa
  - Canh chua cá kèo lá giang
  - Canh chua cá diêu hồng
  - Canh chua cá hồi
  - Canh chua cá tầm
  - Canh cải chua cá
- Canh chua tôm
  - canh chua rau muống nấu tôm
  - Canh chua thơm nấu tép
- Canh chua gà
  - canh chua gà lá giang
- Canh chua rau muống 
  - Canh chua tôm rau muống hoặc canh chua rau muống nấu tôm
- Canh chua chay 
  - Canh chua đậu hũ
- Canh cải chua 
  - Canh cải chua thịt bằm
  - Canh cải chua sườn non
  - Canh cải chua cá
  - Canh cải chua ruột non hoặc canh cải chua lòng heo
  - Canh cải chua nấu với bắp bò
- Canh chua riêu
  - Canh chua riêu cua
  - Canh chua riêu hến
- Canh chua thịt heo
  - Canh chua sườn non
  - Canh chua sườn ninh khoai sọ
  - Canh chua thịt nạc nấu sấu
  - Canh chua thịt bằm
- Canh chua lươn
- Canh chua măng
- Canh chua Thái